# Keviszőlős
Keviszőllős (korábban Keviszöllős, szerbül Селеуш / Seleuš, románul Seleuş, németül Selleusch) falu Szerbiában, a Vajdaságban, a Dél-bánsági körzetben. Közigazgatásilag Alibunár községhez tartozik. A trianoni békeszerződés előtt Torontál vármegye Alibunári járásához tartozott.

## Fekvése
Pancsovától északkeletre, Alibunár, Ilonc és Végszentmihály közt fekvő település.

## Népesség
1910-ben  2773 lakosából 21 fő magyar, 22 fő német, 7 fő szlovák, 2540 fő román, 29 fő szerb, 45 fő egyéb (legnagyobbrészt cigány) anyanyelvű volt. Ebből 28 fő római katolikus, 2 fő református, 7 fő ág. hitv. evangélikus, 2616 fő görögkeleti ortodox, 9 fő izraelita, 2 fő egyéb vallású volt. A lakosok közül 1203 fő tudott írni és olvasni, 111 lakos tudott magyarul.

## Jegyzetek

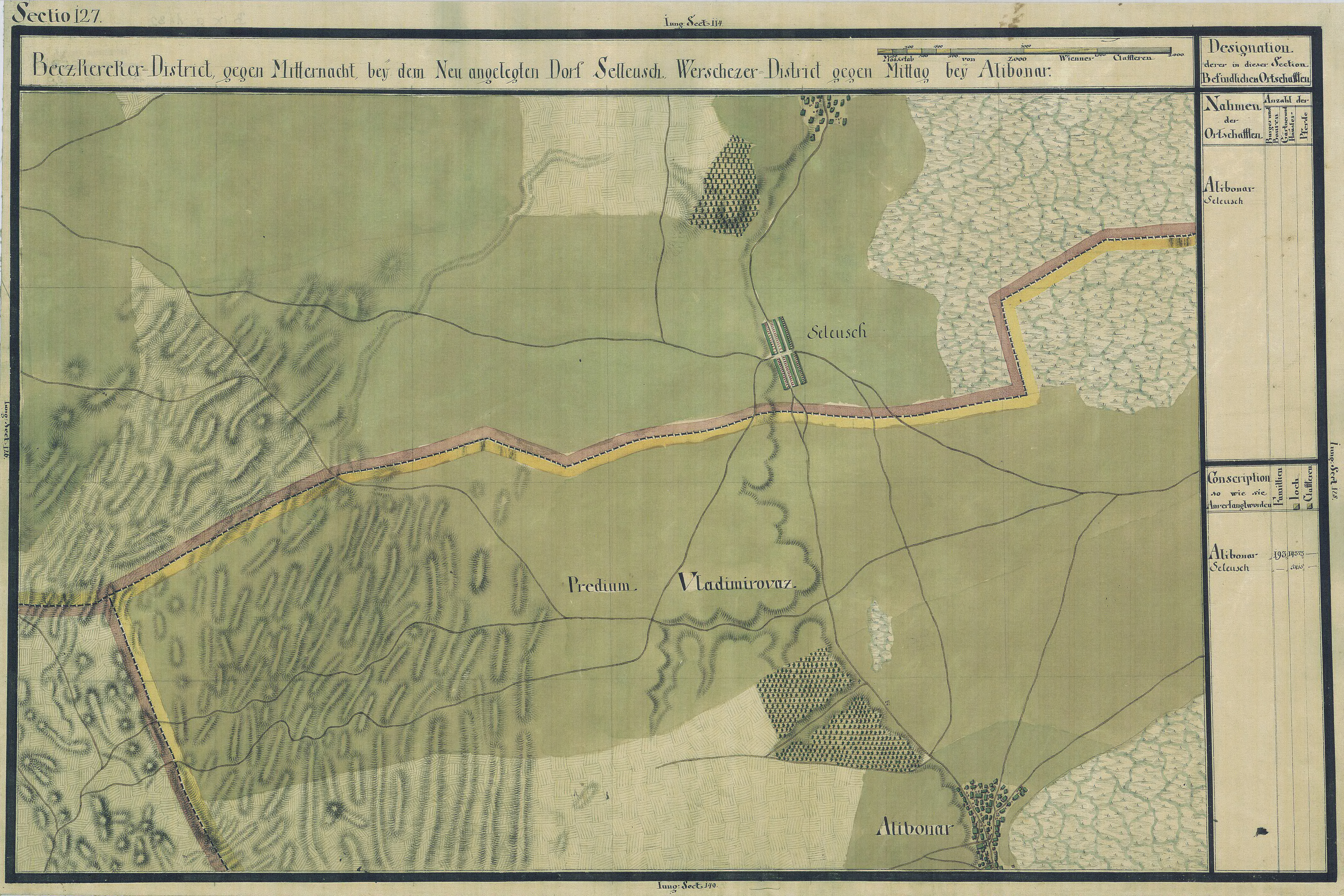
Keviszőlős egy régi térképen

### Demográfiai változások
| 1948 | 1953 | 1961 | 1971 | 1981 | 1991 | 2002 | 2011 |
| ---- | ---- | ---- | ---- | ---- | ---- | ---- | ---- |
| 2276 | 2189 | 2286 | 2121 | 1765 | 1499 | 1340 | 1191 |